# Liste der Kulturdenkmäler in Wiesbaden-Südost
Die folgende Liste enthält die in der Denkmaltopographie ausgewiesenen Kulturdenkmäler auf dem Gebiet Stadt Wiesbaden, Ortsbezirk Südost in Hessen. Diese Liste umfasst die geschützten Gebäude des Ortsbezirk ohne die Villengebiete im Osten der Stadt.
Hinweis: Die Reihenfolge der Denkmäler in dieser Liste orientiert sich zunächst an Ortsbezirken und anschließend den Straßennamen.
Grundlage ist die Veröffentlichung der Hessischen Denkmalliste, die auf Basis des Denkmalschutzgesetzes vom 5. September 1986 erstmals erstellt und seither laufend ergänzt wurde. Ein Teil dieser Listen ist zusammen mit einer ausführlichen Beschreibung auf der Webseite denkxweb.denkmalpflege-hessen.de einzusehen.

## Alexandrastraße
| Bild | Bezeichnung | Lage                                                                    | Beschreibung                                                                                   | Bauzeit | Objekt-Nr. |
| ---- | ----------- | ----------------------------------------------------------------------- | ---------------------------------------------------------------------------------------------- | ------- | ---------- |
|      |             | Alexandrastraße 4 LageFlur: 58, Flurstück: 57/1                         | Das Objekt gehört zu der Gesamtanlage: Südliches Villengebiet Architekt/Planer: Karl Mohr      | 1895    |            |
|      |             | Alexandrastraße 10 LageFlur: 58, Flurstück: 30                          | Das Objekt gehört zu der Gesamtanlage: Südliches Villengebiet                                  | 1874/75 |            |
|      |             | Alexandrastraße 12 LageFlur: 151, Flurstück: 117/29                     | Das Objekt gehört zu der Gesamtanlage: Südliches Villengebiet Architekt/Planer: Christian Burk | 1902    |            |
|      |             | Alexandrastraße 14/16 LageFlur: 151, Flurstück: 28,27                   | Das Objekt gehört zu der Gesamtanlage: Südliches Villengebiet                                  | 1908    |            |
|      |             | Alexandrastraße 15 / Mosbacher Straße 5 LageFlur: 151, Flurstück: 21;20 | Das Objekt gehört zu der Gesamtanlage: Südliches Villengebiet Architekt/Planer: Jacob Martin   | 1902    |            |

## Bahnhofsplatz
| Bild           | Bezeichnung  | Lage                                                     | Beschreibung | Bauzeit   | Objekt-Nr. |
| -------------- | ------------ | -------------------------------------------------------- | --- | --------- | ---------- |
| weitere Bilder | Hauptbahnhof | Bahnhofsplatz 1 LageFlur: 158,159, Flurstück: 115,129,97 | Sachgesamtheit: Empfangsgebäude, Bahnsteighalle, Güterschuppen Das Objekt gehört zu der Gesamtanlage: Ringstraße Architekt/Planer: Fritz Klingkolz | 1904–1906 |            |

## Biebricher Allee
| Bild           | Bezeichnung | Lage                                                                         | Beschreibung | Bauzeit | Objekt-Nr. |
| -------------- | ----------- | ---------------------------------------------------------------------------- | --- | ------- | ---------- |
|                |             | Biebricher Allee 1 LageFlur: 58, Flurstück: 576/118                          | Das Objekt gehört zu der Gesamtanlage: Südliches Villengebiet Architekt/Planer: Wilhelm Boué                    | 1899    |            |
| weitere Bilder |             | Biebricher Allee 3 / Am Landeshaus 4 LageFlur: 58, Flurstück: 577/118,578/18 | Das Objekt gehört zu der Gesamtanlage: Südliches Villengebiet Architekt/Planer: Wilhelm Boué                    | 1899    |            |
| weitere Bilder |             | Biebricher Allee 14 LageFlur: 130, Flurstück: 17                             | Das Objekt gehört zu der Gesamtanlage: Südliches Villengebiet Architekt/Planer: Kreizner & Hatzmann             | 1893    |            |
|                |             | Biebricher Allee 15/17 LageFlur: 58, Flurstück: 524/62,525/62                | Das Objekt gehört zu der Gesamtanlage: Südliches Villengebiet Architekt/Planer: Maurermeister Karl Wilhelm Grün | 1891    |            |
|                |             | Biebricher Allee 16 LageFlur: 130, Flurstück: 18                             | Das Objekt gehört zu der Gesamtanlage: Südliches Villengebiet Architekt/Planer: August Meyer                    | 1903    |            |
|                |             | Biebricher Allee 19 LageFlur: 58, Flurstück: 58/1                            | Das Objekt gehört zu der Gesamtanlage: Südliches Villengebiet Architekt/Planer: Rufus Fach                      | 1894    |            |
|                |             | Biebricher Allee 22 LageFlur: 130, Flurstück: 33/2                           | Das Objekt gehört zu der Gesamtanlage: Südliches Villengebiet                                                   | Um 1910 |            |
|                |             | Biebricher Allee 23 LageFlur: 57, Flurstück: 3/3                             | Das Objekt gehört zu der Gesamtanlage: Südliches Villengebiet Architekt/Planer: Wilhelm Rehbold                 | 1900    |            |
| weitere Bilder |             | Biebricher Allee 24 LageFlur: 130, Flurstück: 47                             | Das Objekt gehört zu der Gesamtanlage: Südliches Villengebiet Architekt/Planer: Friedrich Lang                  | 1890    |            |
|                |             | Biebricher Allee 26 LageFlur: 130, Flurstück: 48                             | Das Objekt gehört zu der Gesamtanlage: Südliches Villengebiet Architekt/Planer: Friedrich Lang                  | 1890/91 |            |
|                |             | Biebricher Allee 29 LageFlur: 57, Flurstück: 173/7                           | Das Objekt gehört zu der Gesamtanlage: Südliches Villengebiet                                                   | Um 1882 |            |
|                |             | Biebricher Allee 31 LageFlur: 57, Flurstück: 10/1                            | Das Objekt gehört zu der Gesamtanlage: Südliches Villengebiet Architekt/Planer: Albert Wolff                    | 1908    |            |
|                |             | Biebricher Allee 33 LageFlur: 57, Flurstück: 11/20                           | Das Objekt gehört zu der Gesamtanlage: Südliches Villengebiet Architekt/Planer: Ludwig Euler                    | 1892    |            |
|                |             | Biebricher Allee 34 LageFlur: 131, Flurstück: 58                             | Das Objekt gehört zu der Gesamtanlage: Südliches Villengebiet Architekt/Planer: Heinz Berg                      | 1905    |            |
|                |             | Biebricher Allee 35 LageFlur: 57, Flurstück: 11/18                           | Das Objekt gehört zu der Gesamtanlage: Südliches Villengebiet Architekt/Planer: Ludwig Euler                    | 1892    |            |
|                |             | Biebricher Allee 39 LageFlur: 57, Flurstück: 789/16                          | Das Objekt gehört zu der Gesamtanlage: Südliches Villengebiet                                                   | 1886    |            |
| weitere Bilder |             | Biebricher Allee 42 LageFlur: 131, Flurstück: 46                             | Das Objekt gehört zu der Gesamtanlage: Südliches Villengebiet Architekt/Planer: Georg Schlink                   | 1902    |            |
|                |             | Biebricher Allee 44 LageFlur: 131, Flurstück: 44                             | Das Objekt gehört zu der Gesamtanlage: Südliches Villengebiet Architekt/Planer: Carl Diener                     | 1905    |            |
|                |             | Biebricher Allee 46 LageFlur: 131, Flurstück: 43                             | Das Objekt gehört zu der Gesamtanlage: Südliches Villengebiet Architekt/Planer: Eduard Didion                   | 1911    |            |
| weitere Bilder |             | Biebricher Allee 49 LageFlur: 57, Flurstück: 381/26                          | Das Objekt gehört zu der Gesamtanlage: Südliches Villengebiet Architekt/Planer: Karl Kähler                     | 1907    |            |
|                |             | Biebricher Allee 51 LageFlur: 57, Flurstück: 27/2                            | Das Objekt gehört zu der Gesamtanlage: Südliches Villengebiet Architekt/Planer: Georg Schlink                   | 1908    |            |
| weitere Bilder |             | Biebricher Allee 55 LageFlur: 57, Flurstück: 636/33                          | Das Objekt gehört zu der Gesamtanlage: Südliches Villengebiet Architekt/Planer: Manz                            | 1892    |            |
| weitere Bilder |             | Biebricher Allee 56 LageFlur: 57, Flurstück: 35                              | Das Objekt gehört zu der Gesamtanlage: Südliches Villengebiet Architekt/Planer: Wilhelm Gerhardt                | 1913    |            |
|                |             | Biebricher Allee 59/61 LageFlur: 131, Flurstück: 445/36,528/37               | Das Objekt gehört zu der Gesamtanlage: Südliches Villengebiet Architekt/Planer: Franz Markloff                  | 1909    |            |

## Carl-Schuricht-Straße
| Bild | Bezeichnung | Lage                                                             | Beschreibung                                                  | Bauzeit | Objekt-Nr. |
| ---- | ----------- | ---------------------------------------------------------------- | ------------------------------------------------------------- | ------- | ---------- |
|      |             | Carl-Schuricht-Straße 2/4 LageFlur: 57, Flurstück: 243/16,242/16 | Das Objekt gehört zu der Gesamtanlage: Südliches Villengebiet | 1893    |            |
|      |             | Carl-Schuricht-Straße 6/8 LageFlur: 57, Flurstück: 256/16,257/16 | Das Objekt gehört zu der Gesamtanlage: Südliches Villengebiet | 1893    |            |

## Eichendorffstraße
| Bild                                             | Bezeichnung                                      | Lage                                                               | Beschreibung                                                                                        | Bauzeit   | Objekt-Nr. |
| ------------------------------------------------ | ------------------------------------------------ | ------------------------------------------------------------------ | --------------------------------------------------------------------------------------------------- | --------- | ---------- |
| Sachgesamtheit Dreifaltigkeitskirche – Torbauten | Sachgesamtheit Dreifaltigkeitskirche – Torbauten | Eichendorffstraße/Rückertstraße LageFlur: 151, Flurstück: 121/9    | Das Objekt gehört zu der Gesamtanlage: Dichterviertel Architekt/Planer: Dombaumeister Ludwig Becker | 1910–1912 |            |
| weitere Bilder                                   | Sachgesamtheit Dreifaltigkeitskirche – Kirche    | Eichendorffstraße/Rückertstraße 14 LageFlur: 151, Flurstück: 121/9 | Das Objekt gehört zu der Gesamtanlage: Dichterviertel Architekt/Planer: Dombaumeister Ludwig Becker | 1910–1912 |            |

## Fischerstraße
| Bild | Bezeichnung | Lage                                            | Beschreibung                                                                                        | Bauzeit | Objekt-Nr. |
| ---- | ----------- | ----------------------------------------------- | --------------------------------------------------------------------------------------------------- | ------- | ---------- |
|      |             | Fischerstraße 3/5 LageFlur: 130, Flurstück: 6;5 | Das Objekt gehört zu der Gesamtanlage: Südliches Villengebiet Architekt/Planer: Kreizner & Hatzmann | 1885    |            |
|      |             | Fischerstraße 7 LageFlur: 130, Flurstück: 1 / 2 | Das Objekt gehört zu der Gesamtanlage: Südliches Villengebiet                                       | Um 1875 |            |

## Frauenlobstraße
| Bild                                             | Bezeichnung                                      | Lage                                              | Beschreibung                                                                                        | Bauzeit   | Objekt-Nr. |
| ------------------------------------------------ | ------------------------------------------------ | ------------------------------------------------- | --------------------------------------------------------------------------------------------------- | --------- | ---------- |
| Sachgesamtheit Dreifaltigkeitskirche – Pfarrhaus | Sachgesamtheit Dreifaltigkeitskirche – Pfarrhaus | Frauenlobstraße 5 LageFlur: 151, Flurstück: 121/9 | Das Objekt gehört zu der Gesamtanlage: Dichterviertel Architekt/Planer: Dombaumeister Ludwig Becker | 1910–1912 |            |

## Friedrich-Ebert-Allee
| Bild              | Bezeichnung       | Lage                                                                  | Beschreibung                                                                                       | Bauzeit   | Objekt-Nr. |
| ----------------- | ----------------- | --------------------------------------------------------------------- | -------------------------------------------------------------------------------------------------- | --------- | ---------- |
| weitere Bilder    | Museum            | Friedrich-Ebert-Allee 2 / Rheinstraße LageFlur: 118, Flurstück: 127/6 | Das Objekt gehört zu der Gesamtanlage: Südliche Stadterweiterung Architekt/Planer: Theodor Fischer | 1913–1915 |            |
| weitere Bilder    | Luftschutzbunker  | Friedrich-Ebert-Allee 8 LageFlur: 118, Flurstück: 5/11                | Das Objekt gehört zu der Gesamtanlage: Südliche Stadterweiterung                                   | 1940er    |            |
| Finanzministerium | Finanzministerium | Friedrich-Ebert-Allee 8 LageFlur: 118, Flurstück: 5/11                | Das Objekt gehört zu der Gesamtanlage: Südliche Stadterweiterung Architekt/Planer: (OFD Frankfurt) | 1958–1960 |            |

## Gutenbergplatz
| Bild | Bezeichnung | Lage                                                                | Beschreibung                                                                              | Bauzeit | Objekt-Nr. |
| ---- | ----------- | ------------------------------------------------------------------- | ----------------------------------------------------------------------------------------- | ------- | ---------- |
|      |             | Gutenbergplatz 1 LageFlur: 59, Flurstück: 825/94                    | Das Objekt gehört zu der Gesamtanlage: Dichterviertel Architekt/Planer: Alexander Schwank | 1901    |            |
|      |             | Gutenbergplatz 2 LageFlur: 59, Flurstück: 1704/94                   | Das Objekt gehört zu der Gesamtanlage: Dichterviertel Architekt/Planer: Alexander Schwank | 1902    |            |
|      |             | Gutenbergplatz 3 / Klopstockstraße LageFlur: 59, Flurstück: 1923/94 | Das Objekt gehört zu der Gesamtanlage: Dichterviertel Architekt/Planer: Christian Fischer | 1907    |            |

## Gutenbergstraße
| Bild | Bezeichnung | Lage                                             | Beschreibung                                                  | Bauzeit | Objekt-Nr. |
| ---- | ----------- | ------------------------------------------------ | ------------------------------------------------------------- | ------- | ---------- |
|      |             | Gutenbergstraße 2 LageFlur: 151, Flurstück: 18/8 | Das Objekt gehört zu der Gesamtanlage: Südliches Villengebiet | Um 1900 |            |

## Kaiser-Friedrich-Ring
| Bild           | Bezeichnung | Lage                                                                           | Beschreibung                                                                                         | Bauzeit | Objekt-Nr. |
| -------------- | ----------- | ------------------------------------------------------------------------------ | --- | ------- | ---------- |
|                |             | Kaiser-Friedrich-Ring 53 LageFlur: 59, Flurstück: 974/73                       | Das Objekt gehört zu der Gesamtanlage: Ringstraße/Dichterviertel Architekt/Planer: Werz & Huber      | 1902    |            |
|                |             | Kaiser-Friedrich-Ring 57 LageFlur: 59, Flurstück: 1862/76                      | Das Objekt gehört zu der Gesamtanlage: Ringstraße/Dichterviertel Architekt/Planer: Adolf G. Nicolai  | 1902    |            |
|                |             | Kaiser-Friedrich-Ring 63 LageFlur: 59, Flurstück: 1632/82                      | Das Objekt gehört zu der Gesamtanlage: Ringstraße/Dichterviertel Architekt/Planer: Alexander Schwank | 1902    |            |
|                |             | Kaiser-Friedrich-Ring 65 LageFlur: 59, Flurstück: 1711/84                      | Das Objekt gehört zu der Gesamtanlage: Ringstraße/Dichterviertel Architekt/Planer: Alexander Schwank | 1902    |            |
|                |             | Kaiser-Friedrich-Ring 67 / Schenkendorfstraße LageFlur: 59, Flurstück: 1716/98 | Das Objekt gehört zu der Gesamtanlage: Ringstraße/Dichterviertel Architekt/Planer: Georg Schlink     | 1902    |            |
|                |             | Kaiser-Friedrich-Ring 71 LageFlur: 59, Flurstück: 827/94                       | Das Objekt gehört zu der Gesamtanlage: Ringstraße/Dichterviertel Architekt/Planer: Alexander Schwank | 1901    |            |
|                |             | Kaiser-Friedrich-Ring 73 / Gutenbergplatz LageFlur: 59, Flurstück: 826/94      | Das Objekt gehört zu der Gesamtanlage: Ringstraße/Dichterviertel Architekt/Planer: Alexander Schwank | 1901    |            |
| weitere Bilder | Landeshaus  | Kaiser-Friedrich-Ring 75 LageFlur: 58, Flurstück: 85/2                         | Das Objekt gehört zu der Gesamtanlage: Ringstraße Architekt/Planer: Werz & Huber                     | 1903    |            |

## Kleiststraße
| Bild           | Bezeichnung | Lage                                              | Beschreibung                                                                                | Bauzeit | Objekt-Nr. |
| -------------- | ----------- | ------------------------------------------------- | ------------------------------------------------------------------------------------------- | ------- | ---------- |
| weitere Bilder |             | Kleiststraße 2 LageFlur: 59, Flurstück: 1723/67   | Das Objekt gehört zu der Gesamtanlage: Dichterviertel Architekt/Planer: Wilhelm Weygandt    | 1904    |            |
|                |             | Kleiststraße 4 LageFlur: 59, Flurstück: 1720/69   | Das Objekt gehört zu der Gesamtanlage: Dichterviertel Architekt/Planer: Alfred Schellenberg | 1905    |            |
|                |             | Kleiststraße 6 LageFlur: 59, Flurstück: 1712/70   | Das Objekt gehört zu der Gesamtanlage: Dichterviertel Architekt/Planer: Reinhard Hildner    | 1905    |            |
|                |             | Kleiststraße 16 LageFlur: 59, Flurstück: 1276/75  | Das Objekt gehört zu der Gesamtanlage: Dichterviertel Architekt/Planer: Alexander Schwank   | 1906    |            |
|                |             | Kleiststraße 21 LageFlur: 59, Flurstück: 1699/110 | Das Objekt gehört zu der Gesamtanlage: Dichterviertel Architekt/Planer: Karl Höhn           | 1908    |            |

## Klopstockstraße
| Bild           | Bezeichnung | Lage                                                                  | Beschreibung                                                                                         | Bauzeit | Objekt-Nr. |
| -------------- | ----------- | --------------------------------------------------------------------- | --- | ------- | ---------- |
|                |             | Klopstockstraße 1 LageFlur: 59, Flurstück: 1563/95                    | Das Objekt gehört zu der Gesamtanlage: Dichterviertel Architekt/Planer: Christian Fischer            | 1907    |            |
|                |             | Klopstockstraße 5 / Scheffelstraße LageFlur: 59, Flurstück: 1620/104  | Das Objekt gehört zu der Gesamtanlage: Dichterviertel Architekt/Planer: Alexander Schwank            | 1908    |            |
|                |             | Klopstockstraße 6 LageFlur: 151, Flurstück: 3                         | Das Objekt gehört zu der Gesamtanlage: Dichterviertel Architekt/Planer: Philipp Markloff             | 1911    |            |
|                |             | Klopstockstraße 9 LageFlur: 59, Flurstück: 1724/109                   | Das Objekt gehört zu der Gesamtanlage: Dichterviertel                                                | Um 1910 |            |
|                |             | Klopstockstraße 11 LageFlur: 59, Flurstück: 1697/110                  | Das Objekt gehört zu der Gesamtanlage: Dichterviertel Architekt/Planer: Christian Fischer            | 1908    |            |
|                |             | Klopstockstraße 12 LageFlur: 150, Flurstück: 33                       | Das Objekt gehört zu der Gesamtanlage: Dichterviertel Architekt/Planer: Carl Kern                    | 1911    |            |
|                |             | Klopstockstraße 13 LageFlur: 59, Flurstück: 1689/111                  | Das Objekt gehört zu der Gesamtanlage: Dichterviertel Architekt/Planer: Curt Lachmann                | 1908    |            |
| weitere Bilder |             | Klopstockstraße 14 / Wielandstraße 16 LageFlur: 150, Flurstück: 95/32 | Das Objekt gehört zu der Gesamtanlage: Dichterviertel Architekt/Planer: Wilhelm Boué und Fritz Arens | 1920    |            |
|                |             | Klopstockstraße 19 LageFlur: 59, Flurstück: 1698/115                  | Das Objekt gehört zu der Gesamtanlage: Dichterviertel Architekt/Planer: Alexander Schwank            | 1908    |            |
|                |             | Klopstockstraße 21 LageFlur: 59, Flurstück: 1492/116                  | Das Objekt gehört zu der Gesamtanlage: Dichterviertel Architekt/Planer: Fritz Arens                  | 1908    |            |

## Konrad-Adenauer-Ring
| Bild                   | Bezeichnung            | Lage                            | Beschreibung | Bauzeit   | Objekt-Nr. |
| ---------------------- | ---------------------- | ------------------------------- | --- | --------- | ---------- |
| Sachteil Portikus      | Sachteil Portikus      | Konrad-Adenauer-Ring 41-42 Lage | Das Objekt gehört zu der Gesamtanlage: Ehem. Reservelazarett IV Architekt/Planer: Oberbaurat Klaje, Regierungsbaurat Richard Goerz, Dipl.Ing Grüneis | 1938–1941 |            |
| Sachteil Kapellenanbau | Sachteil Kapellenanbau | Konrad-Adenauer-Ring 41 Lage    | Das Objekt gehört zu der Gesamtanlage: Ehem. Reservelazarett IV Architekt/Planer: Oberbaurat Klaje, Regierungsbaurat Richard Goerz, Dipl.Ing Grüneis | 1938–1941 |            |

## Möhringstraße
| Bild | Bezeichnung | Lage                                            | Beschreibung                                                                                        | Bauzeit | Objekt-Nr. |
| ---- | ----------- | ----------------------------------------------- | --------------------------------------------------------------------------------------------------- | ------- | ---------- |
|      |             | Möhringstraße 4 LageFlur: 57, Flurstück: 11/11  | Das Objekt gehört zu der Gesamtanlage: Südliches Villengebiet Architekt/Planer: Franz Berger        | 1892    |            |
|      |             | Möhringstraße 6 LageFlur: 57, Flurstück: 11/14  | Das Objekt gehört zu der Gesamtanlage: Südliches Villengebiet Architekt/Planer: Adolf Brühl         | 1892    |            |
|      |             | Möhringstraße 8 LageFlur: 57, Flurstück: 763/11 | Das Objekt gehört zu der Gesamtanlage: Südliches Villengebiet Architekt/Planer: Adolf Brühl         | 1889    |            |
|      |             | Möhringstraße 10 LageFlur: 57, Flurstück: 11/15 | Das Objekt gehört zu der Gesamtanlage: Südliches Villengebiet Architekt/Planer: Alfred Schellenberg | 1909    |            |

## Mosbacher Straße
| Bild             | Bezeichnung      | Lage                                                 | Beschreibung                                                                                                  | Bauzeit   | Objekt-Nr. |
| ---------------- | ---------------- | ---------------------------------------------------- | --- | --------- | ---------- |
| Gutenberg-Schule | Gutenberg-Schule | Mosbacher Straße 1 LageFlur: 151, Flurstück: 14/1    | Das Objekt gehört zu der Gesamtanlage: Südliches Villengebiet Architekt/Planer: Stadtbaumeister Felix Genzmer | 1900–1905 |            |
| weitere Bilder   | Lutherkirche     | Mosbacher Straße 2-4 LageFlur: 58, Flurstück: 891/73 | Das Objekt gehört zu der Gesamtanlage: Südliches Villengebiet Architekt/Planer: Friedrich Pützer              | 1908      |            |
|                  |                  | Mosbacher Straße 7 LageFlur: 151, Flurstück: 304/32  | Das Objekt gehört zu der Gesamtanlage: Südliches Villengebiet Architekt/Planer: Franz Berger                  | 1899      |            |
|                  |                  | Mosbacher Straße 11 LageFlur: 151, Flurstück: 32/1   | Das Objekt gehört zu der Gesamtanlage: Südliches Villengebiet Architekt/Planer: Kurt Hoppe                    | 1922      |            |
|                  |                  | Mosbacher Straße 25 LageFlur: 57, Flurstück: 111/8   | Das Objekt gehört zu der Gesamtanlage: Südliches Villengebiet Architekt/Planer: Heinrich Dörr                 | 1911      |            |
|                  |                  | Mosbacher Straße 26 LageFlur: 57, Flurstück: 530/8   | Das Objekt gehört zu der Gesamtanlage: Südliches Villengebiet Architekt/Planer: Alfred Schellenberg           | 1910      |            |
|                  |                  | Mosbacher Straße 27 LageFlur: 57, Flurstück: 111/1   | Das Objekt gehört zu der Gesamtanlage: Südliches Villengebiet Architekt/Planer: Alfred Schellenberg           | 1912      |            |
|                  |                  | Mosbacher Straße 34 LageFlur: 57, Flurstück: 11/16   | Das Objekt gehört zu der Gesamtanlage: Südliches Villengebiet Architekt/Planer: Alfred Schellenberg           | 1910      |            |
|                  |                  | Mosbacher Straße 36 LageFlur: 57, Flurstück: 531/14  | Das Objekt gehört zu der Gesamtanlage: Südliches Villengebiet Architekt/Planer: Heinrich Dörr                 | 1909      |            |

## Murnaustraße
| Bild           | Bezeichnung | Lage                                        | Beschreibung                                    | Bauzeit   | Objekt-Nr. |
| -------------- | ----------- | ------------------------------------------- | ----------------------------------------------- | --------- | ---------- |
| weitere Bilder | Wasserturm  | Murnaustraße LageFlur: 159, Flurstück: 6/25 | Architekt/Planer: Stadtbaumeister Felix Genzmer | 1897–1899 |            |

## Niederwaldstraße
| Bild           | Bezeichnung | Lage                                                 | Beschreibung                                                                                        | Bauzeit | Objekt-Nr. |
| -------------- | ----------- | ---------------------------------------------------- | --------------------------------------------------------------------------------------------------- | ------- | ---------- |
|                |             | Niederwaldstraße 3 LageFlur: 59, Flurstück: 1786/40  | Das Objekt gehört zu der Gesamtanlage: Dichterviertel Architekt/Planer: Carl Dormann                | 1903    |            |
|                |             | Niederwaldstraße 4 LageFlur: 59, Flurstück: 1781/71  | Das Objekt gehört zu der Gesamtanlage: Dichterviertel Architekt/Planer: August Horz                 | 1903    |            |
|                |             | Niederwaldstraße 5 LageFlur: 59, Flurstück: 1782/41  | Das Objekt gehört zu der Gesamtanlage: Dichterviertel Architekt/Planer: Bautechniker Richard Streim | 1903    |            |
|                |             | Niederwaldstraße 6 LageFlur: 59, Flurstück: 1785/70  | Das Objekt gehört zu der Gesamtanlage: Dichterviertel Architekt/Planer: Alexander Schwank           | 1903    |            |
| weitere Bilder |             | Niederwaldstraße 7 LageFlur: 59, Flurstück: 1018/43  | Das Objekt gehört zu der Gesamtanlage: Dichterviertel Architekt/Planer: Karl Höhn                   | 1903    |            |
|                |             | Niederwaldstraße 8 LageFlur: 59, Flurstück: 1784/69  | Das Objekt gehört zu der Gesamtanlage: Dichterviertel Architekt/Planer: Alexander Schwank           | 1903    |            |
| weitere Bilder |             | Niederwaldstraße 9 LageFlur: 59, Flurstück: 1019/45  | Das Objekt gehört zu der Gesamtanlage: Dichterviertel Architekt/Planer: Gustav Wirth                | 1903    |            |
| weitere Bilder |             | Niederwaldstraße 10 LageFlur: 59, Flurstück: 1783/41 | Das Objekt gehört zu der Gesamtanlage: Dichterviertel Architekt/Planer: Heinrich Franke             | 1904    |            |
| weitere Bilder |             | Niederwaldstraße 11 LageFlur: 59, Flurstück: 1788/47 | Das Objekt gehört zu der Gesamtanlage: Dichterviertel Architekt/Planer: Franz Markloff              | 1903    |            |

## Nußbaumstraße
| Bild | Bezeichnung | Lage                                            | Beschreibung                                                                                  | Bauzeit | Objekt-Nr. |
| ---- | ----------- | ----------------------------------------------- | --------------------------------------------------------------------------------------------- | ------- | ---------- |
|      |             | Nußbaumstraße 6 LageFlur: 57, Flurstück: 484/26 | Das Objekt gehört zu der Gesamtanlage: Südliches Villengebiet Architekt/Planer: Eduard Didion | 1910    |            |

## Rückertstraße
| Bild                                              | Bezeichnung                                       | Lage                                                           | Beschreibung                                                                                        | Bauzeit   | Objekt-Nr. |
| ------------------------------------------------- | ------------------------------------------------- | -------------------------------------------------------------- | --------------------------------------------------------------------------------------------------- | --------- | ---------- |
|                                                   |                                                   | Rückertstraße 1 / Klopstockstraße LageFlur: 150, Flurstück: 34 | Das Objekt gehört zu der Gesamtanlage: Dichterviertel Architekt/Planer: Hermann Reichwein           | 1912      |            |
|                                                   |                                                   | Rückertstraße 3 LageFlur: 150, Flurstück: 34                   | Das Objekt gehört zu der Gesamtanlage: Dichterviertel Architekt/Planer: Otto Reimers                | 1911      |            |
| Sachgesamtheit Dreifaltigkeitskirche – Küsterhaus | Sachgesamtheit Dreifaltigkeitskirche – Küsterhaus | Rückertstraße 12 LageFlur: 151, Flurstück: 121/9               | Das Objekt gehört zu der Gesamtanlage: Dichterviertel Architekt/Planer: Dombaumeister Ludwig Becker | 1910–1912 |            |

## Sartoriusstraße
| Bild | Bezeichnung | Lage                                               | Beschreibung                                                                                     | Bauzeit   | Objekt-Nr. |
| ---- | ----------- | -------------------------------------------------- | ------------------------------------------------------------------------------------------------ | --------- | ---------- |
|      |             | Sartoriusstraße 14 LageFlur: 58, Flurstück: 891/73 | Das Objekt gehört zu der Gesamtanlage: Südliches Villengebiet Architekt/Planer: Friedrich Pützer | 1900–1905 |            |

## Scheffelstraße
| Bild | Bezeichnung | Lage                                                | Beschreibung                                                                             | Bauzeit | Objekt-Nr. |
| ---- | ----------- | --------------------------------------------------- | ---------------------------------------------------------------------------------------- | ------- | ---------- |
|      |             | Scheffelstraße 11 LageFlur: 59, Flurstück: 1843/105 | Das Objekt gehört zu der Gesamtanlage: Dichterviertel Architekt/Planer: Philipp Markloff | 1910    |            |

## Schenkendorfstraße
| Bild | Bezeichnung | Lage                                                                      | Beschreibung | Bauzeit | Objekt-Nr. |
| ---- | ----------- | ------------------------------------------------------------------------- | --- | ------- | ---------- |
|      |             | Schenkendorfstraße 2 LageFlur: 59, Flurstück: 1794/95                     | Das Objekt gehört zu der Gesamtanlage: Dichterviertel Architekt/Planer: Alexander Schwank                                          | 1899    |            |
|      |             | Schenkendorfstraße 3 LageFlur: 59, Flurstück: 1929/101                    | Das Objekt gehört zu der Gesamtanlage: Dichterviertel Architekt/Planer: Alexander Schwank                                          | 1907    |            |
|      |             | Schenkendorfstraße 4 LageFlur: 59, Flurstück: 1791/95                     | Das Objekt gehört zu der Gesamtanlage: Dichterviertel Architekt/Planer: Fritz Arens                                                | 1902    |            |
|      |             | Schenkendorfstraße 5 LageFlur: 59, Flurstück: 1685/102                    | Das Objekt gehört zu der Gesamtanlage: Dichterviertel Architekt/Planer: Christian Fischer                                          | 1907    |            |
|      |             | Schenkendorfstraße 6 LageFlur: 59, Flurstück: 1924/95                     | Das Objekt gehört zu der Gesamtanlage: Dichterviertel Architekt/Planer: Kreisbaumeister Franz Krapp und Maurermeister Martin Alter | 1907    |            |
|      |             | Schenkendorfstraße 7 / Klopstockstraße LageFlur: 59, Flurstück: 1681/102  | Das Objekt gehört zu der Gesamtanlage: Dichterviertel Architekt/Planer: Louis Blum                                                 | 1907    |            |
|      |             | Schenkendorfstraße 8 / Klopstockstraße 3 LageFlur: 59, Flurstück: 2045/98 | Das Objekt gehört zu der Gesamtanlage: Dichterviertel Architekt/Planer: Fritz Werz                                                 | 1922    |            |

## Schiersteiner Straße
| Bild                   | Bezeichnung            | Lage                                                  | Beschreibung | Bauzeit | Objekt-Nr. |
| ---------------------- | ---------------------- | ----------------------------------------------------- | --- | ------- | ---------- |
|                        |                        | Schiersteiner Straße 18 LageFlur: 59, Flurstück: 41/1 | Das Objekt gehört zu der Gesamtanlage: Schiersteiner Straße/Dichterviertel Architekt/Planer: Franz Markloff      | 1902    |            |
|                        |                        | Schiersteiner Straße 20 LageFlur: 59, Flurstück: 43/1 | Das Objekt gehört zu der Gesamtanlage: Schiersteiner Straße/Dichterviertel Architekt/Planer: Wilhelm Rossbach    | 1903    |            |
|                        |                        | Schiersteiner Straße 24 LageFlur: 59, Flurstück: 45/2 | Das Objekt gehört zu der Gesamtanlage: Schiersteiner Straße/Dichterviertel Architekt/Planer: Karl Biltz          | 1902    |            |
|                        |                        | Schiersteiner Straße 26 LageFlur: 59, Flurstück: 47/1 | Das Objekt gehört zu der Gesamtanlage: Schiersteiner Straße/Dichterviertel Architekt/Planer: Fritz Frees         | 1902    |            |
|                        |                        | Schiersteiner Straße 32 LageFlur: 59, Flurstück: 52/1 | Das Objekt gehört zu der Gesamtanlage: Schiersteiner Straße/Dichterviertel Architekt/Planer: Robert Maus         | 1907    |            |
|                        |                        | Schiersteiner Straße 34 LageFlur: 59, Flurstück: 52/3 | Das Objekt gehört zu der Gesamtanlage: Schiersteiner Straße/Dichterviertel Architekt/Planer: Jakob Ohlenschläger | 1909    |            |
| Neuapostolische Kirche | Neuapostolische Kirche | Schiersteiner Straße 40 LageFlur: 60, Flurstück: 5/3  | Das Objekt gehört zu der Gesamtanlage: Schiersteiner Straße Architekt/Planer: A. Becker                          | 1957    |            |

## Schwarzenbergstraße
| Bild                   | Bezeichnung            | Lage                                                 | Beschreibung                                                                                       | Bauzeit | Objekt-Nr. |
| ---------------------- | ---------------------- | ---------------------------------------------------- | -------------------------------------------------------------------------------------------------- | ------- | ---------- |
| Ehem. Armenarbeitshaus | Ehem. Armenarbeitshaus | Schwarzenbergstraße 7 LageFlur: 48, Flurstück: 45/26 | Das Objekt gehört zu der Gesamtanlage: Südfriedhof Architekt/Planer: Stadtbaumeister Felix Genzmer | 1896/97 |            |

## Südfriedhof
| Bild                                          | Bezeichnung                                   | Lage                                     | Beschreibung                                                                                      | Bauzeit | Objekt-Nr. |
| --------------------------------------------- | --------------------------------------------- | ---------------------------------------- | ------------------------------------------------------------------------------------------------- | ------- | ---------- |
| Sachgesamtheit Südfriedhof (Friedhofsgebäude) | Sachgesamtheit Südfriedhof (Friedhofsgebäude) | Südfriedhof LageFlur: 47, Flurstück: 4/1 | Das Objekt gehört zu der Gesamtanlage: Südfriedhof Architekt/Planer: Gartenbauinspektor Zeininger | Ab 1908 |            |

## Wielandstraße
| Bild | Bezeichnung | Lage                                               | Beschreibung                                                                              | Bauzeit | Objekt-Nr. |
| ---- | ----------- | -------------------------------------------------- | ----------------------------------------------------------------------------------------- | ------- | ---------- |
|      |             | Wielandstraße 1 LageFlur: 59, Flurstück: 891/73    | Das Objekt gehört zu der Gesamtanlage: Dichterviertel Architekt/Planer: Fritz Hildner     | 1902    |            |
|      |             | Wielandstraße 9 LageFlur: 59, Flurstück: 1691/70   | Das Objekt gehört zu der Gesamtanlage: Dichterviertel Architekt/Planer: Franz Markloff    | 1909    |            |
|      |             | Wielandstraße 10 LageFlur: 59, Flurstück: 111/1    | Das Objekt gehört zu der Gesamtanlage: Dichterviertel Architekt/Planer: Hermann Reichwein | 1907    |            |
|      |             | Wielandstraße 15 LageFlur: 59, Flurstück: 1682/114 | Das Objekt gehört zu der Gesamtanlage: Dichterviertel Architekt/Planer: Philipp Markloff  | 1908    |            |
|      |             | Wielandstraße 19 LageFlur: 150, Flurstück: 7       | Das Objekt gehört zu der Gesamtanlage: Dichterviertel Architekt/Planer: Joseph Hölzel     | 1910    |            |
|      |             | Wielandstraße 23 LageFlur: 150, Flurstück: 9       | Das Objekt gehört zu der Gesamtanlage: Dichterviertel Architekt/Planer: Karl Heuer        | 1907    |            |
|      |             | Wielandstraße 25 LageFlur: 150, Flurstück: 10,97/2 | Das Objekt gehört zu der Gesamtanlage: Dichterviertel Architekt/Planer: Carl Lachmann     | 1908    |            |